# Telha (Sergipe)
Telha é um município brasileiro do estado de Sergipe. Está localizado no Leste Sergipano. É o terceiro município menos populoso do estado.